# Deep River Center
Deep River Center es un lugar designado por el censo ubicado en el condado de Middlesex en el estado estadounidense de Connecticut. En el año 2010 tenía una población de 2,484 habitantes.

## Geografía
Deep River Center se encuentra ubicado en las coordenadas 41°22′56″N 72°26′19″O / 41.38222, -72.43861.